# Iaspis
Genre
Iaspis est un genre de papillons de la famille des Lycaenidae et de la sous-famille des Theclinae présents en Amérique.

## Systématique
Le genre Iaspis a été créé en 1904 par l'entomologiste et lépidoptériste britannique William James Kaye (d) (1875-1967).

## Liste des espèces
- Iaspis beera (Hewitson, 1870) - Équateur
- Iaspis castitas (Druce, 1907) - Brésil, Guyane
- Iaspis castimonia (Druce, 1907) -  Colombie
- Iaspis exiguus (Druce, 1907) -  Surinam.
- Iaspis grandis Austin & Johnson, 1996 - Brésil
- Iaspis ornata Austin & Johnson, 1996 - Brésil, Guyane
- Iaspis talayra (Hewitson, 1868) - Mexique, Brésil
- Iaspis temesa (Hewitson, 1868) - Brésil, Guyane
- Iaspis thabena (Hewitson, 1868) - Colombie, Brésil, Guyana, Guyane
- Iaspis verania (Hewitson, 1868) - Bolivie, Équateur, Brésil, Guyane[2],[3].

## Répartition
Les espèces du genre Iaspis sont présentes en Amérique centrale et Amérique du Sud.